# Loretosia clavigera
Loretosia clavigera är en mångfotingart som beskrevs av Kraus 1960. Loretosia clavigera ingår i släktet Loretosia och familjen fingerdubbelfotingar. Inga underarter finns listade i Catalogue of Life.